# Shemot Devarim
Das Schemooß Deworim (שְמוֹתֿ דְבָֿרִים, aschkenasisch, „Die Namen der Dinge“) oder Nomenclatura Hebraica („Hebräisches Namensverzeichnis“) ist ein jiddisch-hebräisch-lateinisch-deutsches Wörterbuch (bei Leserichtung von rechts nach links wie im Hebräischen), das Elijah Levita verfasst und welches durch Paul Fagius im Jahre 1542 zu Isny veröffentlicht wurde.
Das Buch besteht aus 32 Blättern. Es umfasst ein hebräisch-lateinisches Titelblatt und ein lateinisches Vorwort auf der Rückseite des Titelblattes. Der größte Teil des Werkes bietet eine Übersetzung jiddischer Worte in die drei anderen Sprachen von A bis Z. Im restlichen Teil des Buches werden spezielle Sachgebiete, wie zum Beispiel Krankheiten, Arzneimittel oder Berufsbezeichnungen übersetzt. Auf den letzten drei Blättern werden Begriffe des Hebräischen erklärt.

## Edition
- Helia Levita (das ist: Elijah Levita): שְמוֹתֿ דְבָֿרִים [...]   Nomenclatura Hebraica Autore Helia Levita Germano Grammatico, in gratiam omnium tyronum ac studiosorum linguæ sanctę. Isny, veröffentlicht von Paul Fagius, 1542.
- Wilhelm Kaltenstadler (Hrsg.), Helia Levita: Nomenclatura Hebraica: Wörterbuch Jiddisch-Deutsch-Latein-Hebräisch. Faksimile-Reprint Utopia Boulevard U.B.W. Verlag, Hamburg 2004, ISBN 3-9809509-6-4.
- Moshe N. Rosenfeld (Hrsg.): Nomenclatura Hebraica. London 1988, OCLC 233860721.
  - Kurzbeschreibung in Englisch S. 189. (books.google.de)
- Richard Raubenheimer, Georg Biundo: Paul Fagius aus Rheinzabern. Sein Leben und Wirken als Reformator und Gelehrter. Verlag des Vereins, 1957.
- Heidi Stern: Elia Levitas „Shemot Devarim“ von 1542, in: Lexicographica, 26 (2010), 205–228. doi 10.1515/9783110223231.3.205